# Trichilia havanensis
Trichilia havanensis là một loài thực vật có hoa trong họ Meliaceae. Loài này được Jacq. miêu tả khoa học đầu tiên năm 1760.